# Filattiera
Filattiera – miejscowość i gmina we Włoszech, w regionie Toskania, w prowincji Massa-Carrara.
Według danych na rok 2004 gminę zamieszkiwało 2471 osób, 51,5 os./km².